# LILALU

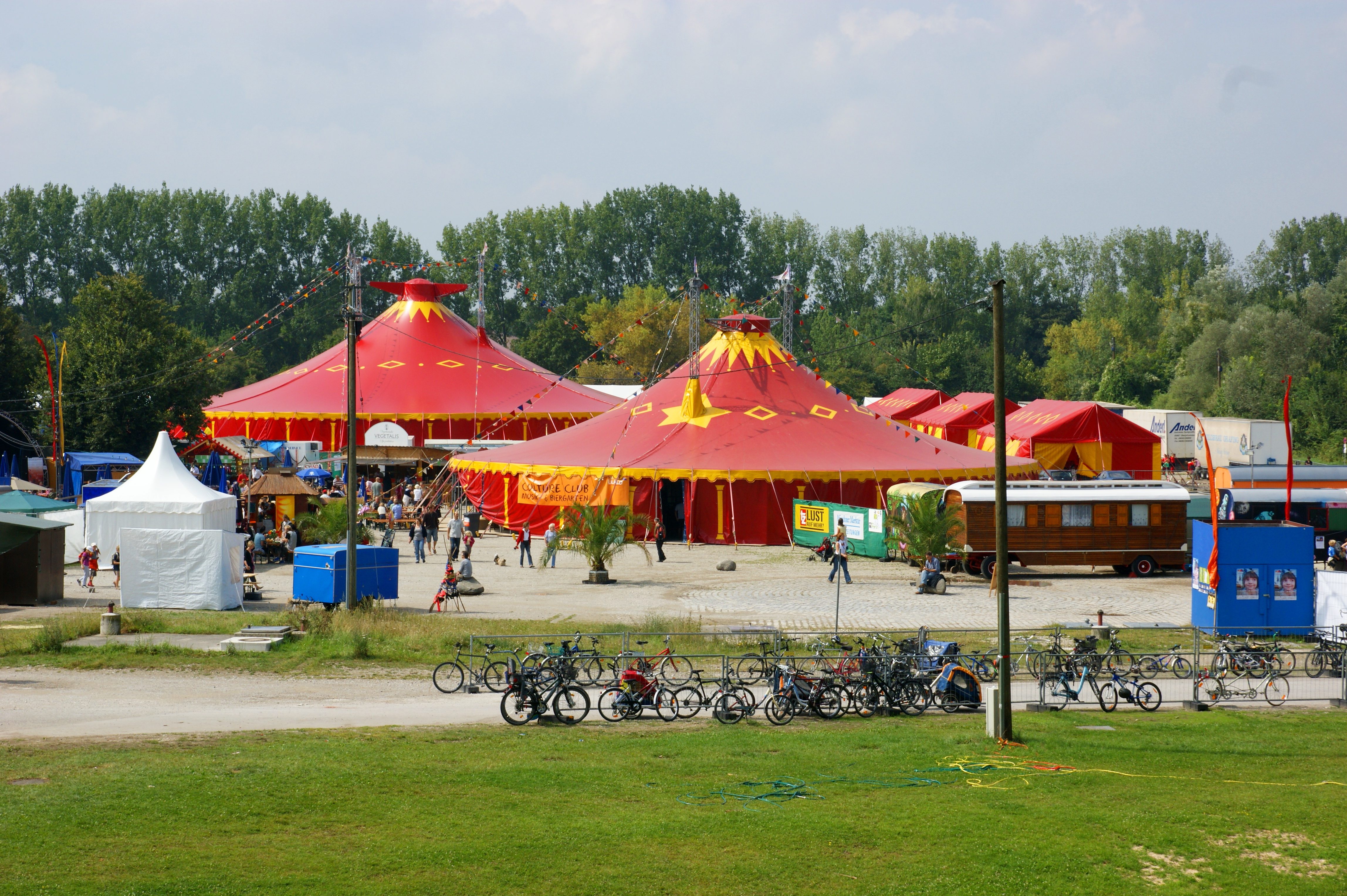
Das Festival LILALU im August 2009 im Olympiapark München

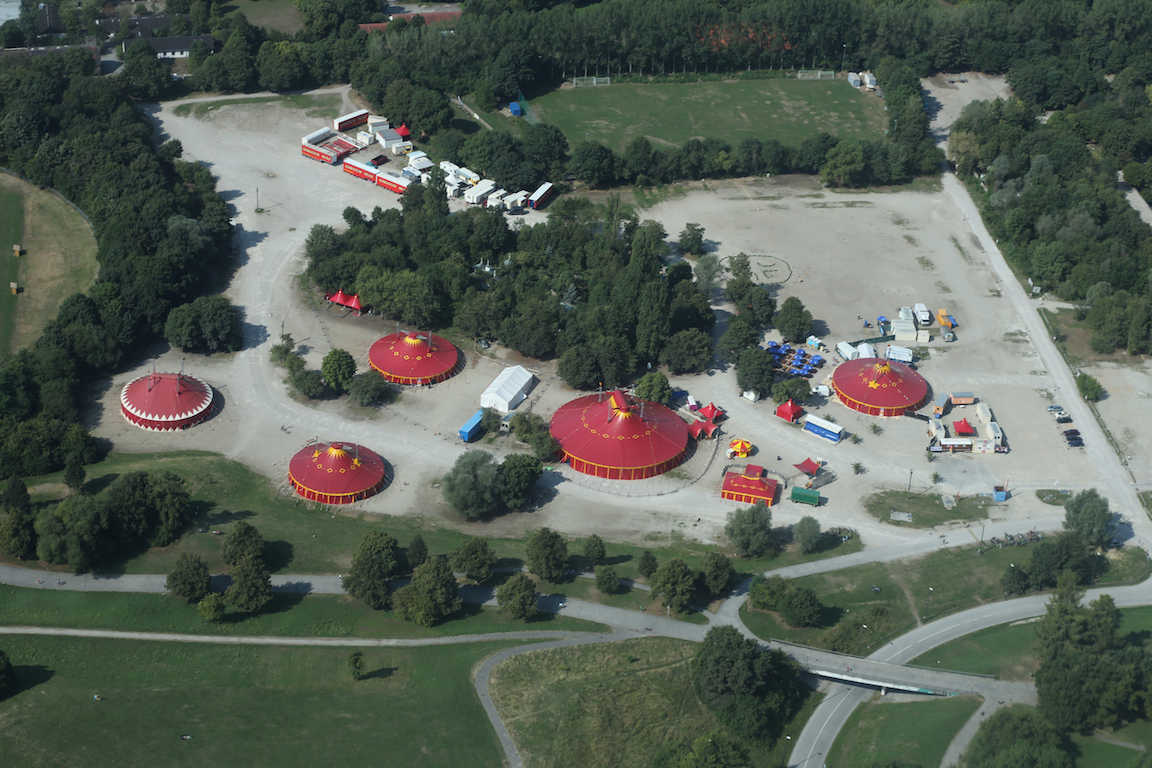
Luftbild LILALU im Sommer 2013

LILALU ist ein außerschulisches Bildungs- und Ferienprogramm, das seit 1997 in München stattfindet und seither bundesweit auf andere Städte wie Dortmund, Ingolstadt, Oldenburg, Lünen und Schwetzingen ausgeweitet wurde. Zunächst nur als Sommerferienprogramm ausgelegt, findet LILALU in München seit 2011 ganzjährig in allen bayerischen Schulferien statt.

## Aktivitäten
Kernpunkt des Programms sind ganztagesbetreute Workshops, in denen Kinder und Jugendliche im Alter von drei bis 13 Jahren künstlerische Fertigkeiten in den Bereichen Theater, Tanz, Musik, Sport, Kunst, Artistik, Zirkus und Bewegung erwerben können. „Nebenbei“ werden in spielerischer Form sprachliche und soziale Kompetenzen der Teilnehmer gefördert. Die jeweils einwöchigen Workshops werden von Pädagogen und professionellen Künstlern, Artisten und Sportlern geleitet. In Abschlussvorstellungen am Ende der Woche präsentieren die Kinder die erlernten Fähigkeiten vor Publikum. 
Für die Workshops wird eine Teilnahmegebühr von 150 bis 200 Euro erhoben, zusätzlich wirbt der Träger Unterstützung durch Sponsoren und Spender ein, mit deren Hilfe kostenfreie Plätze für Kinder und Jugendliche aus einkommensschwachen Familien finanziert werden. In Zusammenarbeit mit der Landeshauptstadt München bietet Lilalu außerdem ermäßigte Tickets für Teilnehmer aus einkommensschwachen Familien sowie aus Familien mit geringem oder mittlerem Einkommen an. Pro Jahr nehmen 5000 Kinder und Jugendliche an den Workshops teil, davon laut Trägerangaben etwa ein Viertel ermäßigt. So wurden in der ersten Hälfte des Jahres 2016 über 800 Plätze ermäßigt vergeben.
Im Jahr 2013 hat Lilalu in Zusammenarbeit mit dem Bundesamt für Migration und Flüchtlinge gezielte Fördermaßnahmen für Jugendliche mit Migrationshintergrund angeboten, die bei Lilalu als Ferienbetreuer tätig werden möchten. Das Projekt war auf ein Jahr angelegt. Während der Sommer-Workshops 2013 (fünf Wochen) arbeiteten 60 Ferienbetreuer aus 28 Nationen bei Lilalu. Der Anteil der Ferienbetreuer mit Migrationshintergrund beträgt etwa 30 Prozent.
Neben den Workshops gibt es während des Sommerfestivals ein Rahmenprogramm für die ganze Familie unter dem Motto „Umsonst & Draußen“, das eine Kreativwerkstatt, die Workshopleiter-Show „Antigon“, Schnupper-Workshops und andere Programmpunkte umfasst. Laut eigenen Angaben kamen 2013 mehr als 60.000 Besucher auf das Festivalgelände im Münchner Olympiapark.
Im Rahmen der Ganztagsbetreuung bietet Lilalu außerdem Bildungsprogramme an Schulen an. Außerdem ist Lilalu regelmäßig mit einem eigenen Familienprogramm und kostenlosen Schnupper-Workshops auf Veranstaltungen wie dem Streetlife-Festival zu Gast.

## Trägerschaft
Bis 2006 wurde das Programm vom Sozialreferat der Landeshauptstadt München getragen. Im Auftrag der Stadt wurde das Konzept von Anna Seliger, Sozial- und Bildungsexpertin entwickelt und umgesetzt. Nachdem sich die Stadt München im Zuge von Sparmaßnahmen aus dem Projekt zurückzog, übernahm der als gemeinnützig anerkannte Lilalu e. V. die Trägerschaft. Als der Verein Anfang 2012 Insolvenz anmelden musste, übernahm die Johanniter-Unfall-Hilfe das Projekt und die zehn hauptamtlichen Beschäftigten. Nach internen Diskussionen über den weiteren pädagogischen und inhaltlichen Kurs des Projektes hat sich die Johanniter Unfall Hilfe von den Gründern der Projektidee getrennt.

## Förderer
Schirmherrschaften über das Programm oder einzelne Teile haben u. a. die Politiker Dieter Reiter, Martin Neumeyer und Winfried Kretschmann übernommen. Daneben wird Lilalu durch so genannte Mentoren unterstützt, darunter die Schauspieler Suzanne von Borsody, Sissi Perlinger, Max von Thun und Heio von Stetten und der Fernsehmoderator Ralph Caspers.